# Joe Hall

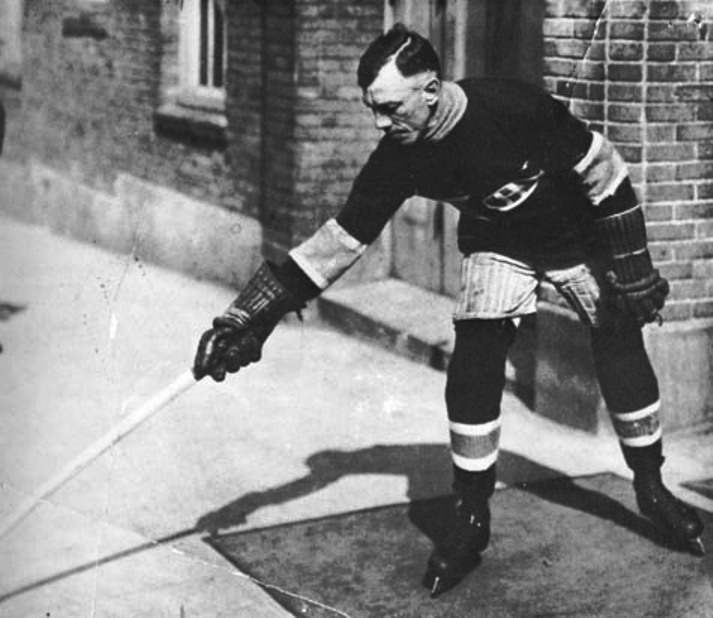
Joe Hall med Montreal Canadiens.

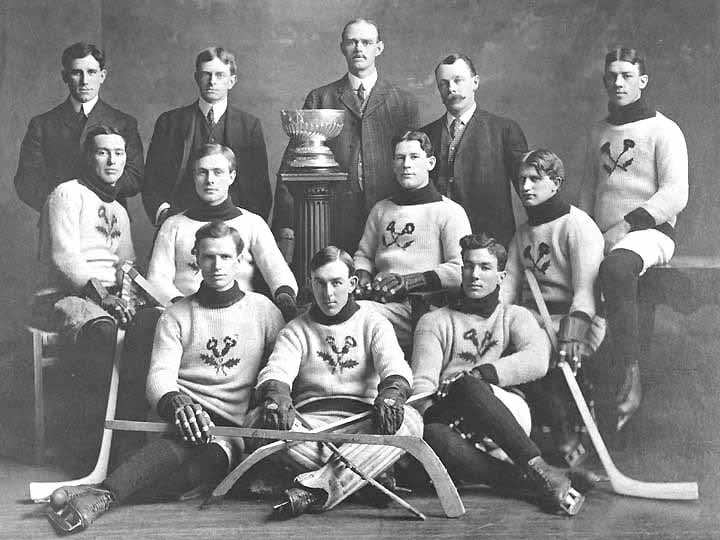
Joe Hall, längst till höger, med Kenora Thistles och Stanley Cup 1907.

Joseph Henry "Bad Joe" Hall, född 3 maj 1881 i (Milwich) Staffordshire, Storbritannien, död 5 april 1919 i Seattle, var en brittisk-kanadensisk professionell ishockeyspelare.

## Karriär
Joe Hall kom till Manitoba från England med sin familj 1884 och växte upp i Brandon och Winnipeg. Hall spelade för Montreal Shamrocks och Quebec Bulldogs i NHA åren 1910–1917 och för Montreal Canadiens i NHL 1917–1919. Dessförinnan spelade han för bland annat Portage Lakes Hockey Club i IPHL, Montreal HC och Montreal Shamrocks i ECAHA samt Montreal Wanderers i ECHA.
Joe Hall vann Stanley Cup två gånger med Quebec Bulldogs; säsongerna 1911–12 och 1912–13. Han var även med i Kenora Thistles spelartrupp som vann Stanley Cup 1907.
Hall dog den 5 april 1919, 37 år gammal, i sviterna av lunginflammation som ett resultat av den då rådande influensapandemin. Hall, och flera av hans lagkamrater i Montreal Canadiens, insjuknade i Seattle, Washington, där Canadiens var och spelade Stanley Cup-final mot Seattle Metropolitans. Finalserien avbröts och resultatet, 2-2 i matcher, ströks. De andra insjuknade spelarna i Canadiens repade sig och kunde lämna sjukhuset.
1961 valdes Joe Hall posthumt in i Hockey Hall of Fame.

## Statistik
MNWHA = Manitoba & Northwestern Hockey Association, MHL Sr. = Manitoba Hockey League, ECAHA = Eastern Canada Amateur Hockey Association, ECHA = Eastern Canada Hockey Association, Trä. Träningsmatcher, MPHL = Manitoba Professional Hockey League, CHA = Canadian Hockey Association
| 1902–03            | Brandon Hockey Club       | MNWHA              | 6   | 8  | 0  | 8  | –   | –  | – | – | – |    |
| 1903–04            | Winnipeg Rowing Club      | MHL-Sr.            | 6   | 6  | 3  | 9  | 10  | –  | – | – | – | –  |
|                    | Winnipeg Rowing Club      | Stanley Cup        | –   | –  | –  | –  | –   | 3  | 1 | 0 | 1 | –  |
| 1904–05            | Brandon Wheat Cities      | MHL Sr.            | 10  | 11 | 2  | 13 | 11  | –  | – | – | – | –  |
| 1905–06            | Portage Lakes Hockey Club | IPHL               | 20  | 33 | 0  | 33 | 98  | –  | – | – | – | –  |
| 1906–07            | Brandon Wheat Cities      | MPHL               | 9   | 14 | 0  | 14 | 32  | 2  | 5 | 0 | 5 | 5  |
|                    | Kenora Thistles           | Stanley Cup        | –   | –  | –  | –  | –   | –  | – | – | – | –  |
| 1907–08            | Montreal HC               | ECAHA              | 4   | 5  | 0  | 5  | 11  | –  | – | – | – | –  |
|                    | Montreal Shamrocks        | ECAHA              | 4   | 4  | 0  | 4  | 6   | –  | – | – | – | –  |
| 1909               | Montreal Wanderers        | ECHA               | 5   | 10 | 0  | 10 | 15  | –  | – | – | – | –  |
|                    | Edmonton Professionals    | Trä.               | 1   | 8  | 0  | 8  | 6   | –  | – | – | – | –  |
|                    | Winnipeg Maple Leafs      | MPHL               | 2   | 2  | 1  | 3  | 0   | 2  | 2 | 1 | 3 | 9  |
|                    | Montreal Wanderers        | Trä.               | 1   | 2  | 0  | 2  | 0   | –  | – | – | – | –  |
| 1909–10            | Montreal Shamrocks        | CHA                | 1   | 7  | 0  | 7  | 6   | –  | – | – | – | –  |
| 1910               | Montreal Shamrocks        | NHA                | 10  | 8  | 0  | 8  | 47  | –  | – | – | – | –  |
| 1910–11            | Quebec Bulldogs           | NHA                | 10  | 0  | 1  | 1  | 24  | –  | – | – | – | –  |
| 1911–12            | Quebec Bulldogs           | NHA                | 18  | 15 | 1  | 16 | 43  | 2  | 2 | 0 | 2 | 0  |
|                    | Quebec Bulldogs           | Stanley Cup        | –   | –  | –  | –  | –   | 2  | 2 | 0 | 2 | 2  |
| 1912–13            | Quebec Bulldogs           | NHA                | 18  | 6  | 2  | 8  | 78  | 2  | 3 | – | 3 | –  |
|                    | Quebec Bulldogs           | Stanley Cup        | –   | –  | –  | –  | –   | 2  | 3 | 0 | 3 | 0  |
| 1913–14            | Quebec Bulldogs           | NHA                | 19  | 13 | 4  | 17 | 61  | –  | – | – | – | –  |
| 1914–15            | Quebec Bulldogs           | NHA                | 20  | 3  | 2  | 5  | 52  | –  | – | – | – | –  |
| 1915–16            | Quebec Bulldogs           | NHA                | 23  | 1  | 2  | 3  | 89  | –  | – | – | – | –  |
| 1916–17            | Quebec Bulldogs           | NHA                | 19  | 6  | 5  | 11 | 95  | –  | – | – | – | –  |
| 1917–18            | Montreal Canadiens        | NHL                | 21  | 8  | 7  | 15 | 100 | 2  | 0 | 1 | 1 | 12 |
| 1918–19            | Montreal Canadiens        | NHL                | 17  | 7  | 1  | 8  | 89  | 5  | 0 | 0 | 0 | 26 |
|                    |                           | Stanley Cup        | –   | –  | –  | –  | –   | 5  | 0 | 0 | 0 | 6  |
| NHA totalt         | NHA totalt                | NHA totalt         | 137 | 52 | 17 | 69 | 489 | 4  | 5 | 0 | 5 | 0  |
| NHL totalt         | NHL totalt                | NHL totalt         | 38  | 15 | 8  | 23 | 189 | 7  | 0 | 1 | 1 | 38 |
| Stanley Cup totalt | Stanley Cup totalt        | Stanley Cup totalt | –   | –  | –  | –  | –   | 12 | 6 | 0 | 6 | 8  |

## Meriter
- IPHL First All-Star Team – 1905–06
- Stanley Cup – 1907 med Kenora Thistles. 1912 och 1913 med Quebec Bulldogs.
- Invald i Hockey Hall of Fame 1961